# توک تیئن
توک تیئن (به لاتین: Tóc Tiên) یک منطقهٔ مسکونی در ویتنام است که در استان با ریا-وونگ تائو واقع شده‌است.

## خصوصیات
توک تیئن ۳٬۶۳۲ نفر جمعیت دارد.